# 尹建业
尹建业（1963年12月—），云南大理人。男，白族。中华人民共和国政治人物。1986年7月参加工作，1985年6月加入中国共产党。云南农业大学园艺系果树专业毕业，昆明理工大学管理与经济学院企业管理专业在职研究生学历，管理学硕士。

## 生平
曾任共青团云南省委统战部部长；云南省供销社主任助理、秘书长、副主任；云南省人民政府副秘书长，省审计厅厅长；中共大理白族自治州州委书记等职。2013年1月至2015年10月，任云南省人民政府副省长、党组成员（其间2013年8月至2015年10月，兼任中共云南省委政法委副书记）。
2015年10月，任江西省人民政府党组成员，11月任江西省人民政府副省长。2016年11月，任中共江西省委常委、省委政法委书记。2017年3月，辞任江西省副省长。2021年11月，不再担任中共江西省委常委。翌年1月，当选为江西省政协副主席。